# Municipio de Mariscala
El municipio de Mariscala es uno de los municipios del departamento de Lavalleja, Uruguay. Tiene su sede en la localidad homónima.

## Ubicación
El municipio se encuentra localizado en la zona centro-este del departamento de Lavalleja.

## Características
El municipio fue creado por decreto departamental 3518/018 del 24 de octubre de 2018. El mismo determina que la circunscripción electoral correspondiente es la SGC del departamento de Lavalleja.

## Autoridades
La autoridad del municipio es el Concejo Municipal, integrada por cinco miembros: un alcalde (que lo preside) y cuatro concejales.
| N° | Alcalde              | Partido             | Inicio del mandato      | Fin del mandato | Observaciones   | Concejales                                                                         |
| -- | -------------------- | ------------------- | ----------------------- | --------------- | --------------- | ---------------------------------------------------------------------------------- |
| 1  | Francisco de La Peña | Partido Nacional PN | 27 de noviembre de 2020 | En el cargo     | Alcalde electo. | Marcos Aguirre (PN) Gabriela Giorello (PN) Rodolfo Alzugaray (PN) John Torres (PC) |